# Cyclodina oliveri
Cyclodina oliveri é uma espécie de réptil escamado da família Scincidae. Apenas pode ser encontrada na Nova Zelândia.